# Вітчизняний рух (Хорватія)
Вітчизняний рух (хорв. Domovinski pokret, DP) — хорватська права парламентська політична партія, яку 29 лютого 2020 заснував відомий співак Мирослав Шкоро, на честь якого партія спочатку мала назву «Вітчизняний рух Мирослава Шкоро» (хорв. Domovinski pokret Miroslava Škore).